# Seme jezici
Seme jezici, malena podskupina nigersko-kongoanskih jezika iz Burkine Faso, koja zajedno s aizi, kuwaa i istočnim i zapadnim kru jezicima, čini dio skupine kru.
Jedini predstavnik podskupine je jezik siamou (nazivan i Seme, Sému, Siémou, Siemu, Syémou) [sif] s oko 40.000 govornika, od čwega 20.000 u Burkini Faso, a ostali u Obali Slonovače i Maliju.

## Vanjske poveznice
- Ethnologue (14th)
- Ethnologue (15th)